# 永井洋子
永井 洋子（ながい ようこ、1943年 - ）は、日本の保健学者・看護学者（臨床心理学）。学位は医学博士。特定非営利活動法人銀杏の会顧問、静岡県立大学名誉教授。
東京医科大学医学部助手、東京大学医学部附属病院精神神経科研究員、静岡県立大学看護学部教授、静岡県立大学健康支援センターセンター長（初代）、社会福祉法人駿府葵会施設長などを歴任した。

## 概要
臨床心理学などを専攻する保健学者である。太田昌孝とともに、認知発達の評価尺度である「太田ステージ」の普及に努めたことで知られている。東京医科大学、東京大学を経て、静岡県立大学で教鞭を執り、駿府葵会の施設長なども務めた。

## 来歴

### 生い立ち
太平洋戦争のさなかである1943年（昭和18年）に生まれた。同名の学校法人により設置・運営される日本女子大学に進学し、家政学部にて学んだ。1966年（昭和41年）、日本女子大学を卒業した。それに伴い、家政学士の称号を取得した。なお、後年になって医学博士の学位を取得している。

### 保健学者として
同名の学校法人により設置・運営される東京医科大学に採用されることになり、1968年（昭和43年）に医学部の助手として着任した。医学部においては、衛生学・公衆衛生学に携わった。
その後、国が設置・運営する東京大学に転じることになり、1977年（昭和52年）に医学部の附属病院に研究員として着任した。附属病院においては、精神神経科に所属した。また、精神神経科の下に置かれた小児部においては、デイケアの心理スーパーバイザーを兼務した。また、1990年（平成2年）には日本自閉症協会の専門相談員となった。
その後、静岡県が設置・運営する静岡県立大学に採用され、1998年（平成10年）に看護学部の教授に就任した。看護学部においては、主として看護学科の講義を担当した。また、学内では要職を歴任しており、2005年（平成17年）4月より健康支援センターの初代センター長を兼務した。静岡県立大学を退職後、これまでの功績により2007年（平成19年）10月に名誉教授の称号が授与されている。なお、健康支援センターについては、2009年（平成21年）になって熊谷裕通が後任のセンター長に就任した。
2007年（平成19年）からは社会福祉法人の駿府葵会にて施設長を務めるとともに、同年より特定非営利活動法人である心の発達研究所にて副理事を務めた。2021年（令和3年）、銀杏の会にて顧問に就任した。この銀杏の会は、もともと東京大学医学部附属病院精神神経科の小児デイケアに通院する患者の父母の会として発足し、のちに御茶ノ水発達センターを運営することになった特定非営利活動法人である。

## 研究
専門は保健学であり、特に臨床心理学に関する分野の研究に従事した。東京大学医学部附属病院の太田昌孝とともに、自閉症の認知発達の評価尺度である「太田ステージ」を開発し、その普及に尽力した。太田ステージ研究会では副会長を務めた。また、太田とともに、自閉症など発達障害に関する多数の学術書や専門書を著した。
日本看護科学学会においては、1999年（平成11年）12月の学術集会にて登壇し、臨床心理士としての見地から講演を行った。また、静岡発達障害勉強会を主催していた。

## 略歴
- 1943年 - 誕生[2]。
- 1966年 - 日本女子大学家政学部卒業[1]。
- 1968年 - 東京医科大学医学部助手[1]。
- 1977年 - 東京大学医学部附属病院精神神経科研究員[1]。
- 1977年 - 東京大学医学部附属病院精神神経科小児部デイケア心理スーパーバイザー[1]。
- 1990年 - 日本自閉症協会専門相談員[1]。
- 1998年 - 静岡県立大学看護学部教授[1]。
- 2005年 - 静岡県立大学健康支援センターセンター長[3][4]。
- 2007年 - 駿府葵会施設長[1]。
- 2007年 - 心の発達研究所副理事[1]。
- 2007年 - 静岡県立大学名誉教授[3]。
- 2021年 - 銀杏の会顧問[1]。

## 著作

### 共著
- 永井洋子研究代表者『自閉症児・者および家族に対する相談事業に関連した諸問題とその解決方法に関する研究』永井洋子、1999年。NCID BA80078807
- 永井洋子研究代表『自閉症など発達障害への援助システムと指導プログラムの開発に関する研究』3巻、永井洋子、2002年。NCID BA58841524
- 静岡新聞社編『人間といのち――ヘルスサイエンス――静岡県立大学公開講座』静岡新聞社、2002年。ISBN 4783803196
- 太田昌孝編『発達障害』日本評論社、2006年。ISBN 4535561001
- 永井洋子・武藤直子著『家族と専門家に役立つASD（自閉スペクトラム症）子育てガイドブック――太田ステージの愛と科学に基づいて』ぶどう社、2022年。ISBN 978-4-89240-254-8

### 編纂
- 太田昌孝・永井洋子編著『自閉症治療の到達点』日本文化科学社、1992年。ISBN 4821066904
- 太田昌孝・永井洋子編著『自閉症のStage別発達課題』、日本文化科学社、1992年。ISBN 4821066912
- 太田昌孝・永井洋子編著『自閉症治療の到達点』日本文化科学社、1993年。ISBN 4821066904
- 永井洋子・太田昌孝編『太田ステージによる自閉症療育の宝石箱』日本文化科学社、2011年。ISBN 978-4-8210-7354-2
- 太田昌孝・永井洋子・武藤直子編『Stage IVの心の世界を追って』日本文化科学社、2013年。ISBN 978-4-8210-7362-7
- 太田昌孝・永井洋子・武藤直子編『自閉症治療の到達点』2版、日本文化科学社、2015年。ISBN 978-4-8210-7366-5

### 註釈
1. ↑  家政学士の称号は、1991年7月1日以降の学士（家政学）の学位に相当する。
2. ↑  医学博士の学位は、1991年7月1日以降の博士（医学）の学位に相当する。
3. ↑  東京大学は、2004年に国から国立大学法人東京大学に移管された。
4. ↑  静岡県立大学は、2007年に静岡県から静岡県公立大学法人に移管された。

## 関連人物
- 太田昌孝 (医学者)

- 看護学
- 心理学
- 臨床心理学
- 自閉症
- 発達障害
- 臨床心理士